# 全米放送事業者協会
全米放送事業者協会（ぜんべいほうそうじぎょうしゃきょうかい 英: National Association of Broadcasters）は、アメリカ合衆国の地方ラジオ・民間テレビ局全体を統括する団体。毎年4月にはNAB総会（西暦）が行われ、世界最大の放送機器展覧会「NAB展」も主催されている。加盟局は約8700局。
23年間会長を務めていたエドワード・フリッツが2005年12月に会長から退き、新会長にデビッド・レアーが就任した。